# MPQ
MPQ (Mo'PaQ, abreviatura de Mike O'Brien Pack, nombrado así por su creador) , es un  formato de archivos  usado en varios juegos de Blizzard Entertainment.
El formato de archivos MPQ ha sido usado en los juegos de Blizzard y normalmente usa contiene los archivos de los juegos, incluyendo gráficos, sonidos y datos de nivel. Las características del formato incluyen compresión, encriptación, segmentación de archivos, archivos de metadatos extensibles(XML) , firma criptográfica y la capacidad de almacenar múltiples versiones del mismo archivo para la internacionalización y diferenciar las diferentes especificaciones de sistema. Los archivos MPQ pueden usar variados algoritmos de compresión que pueden ser combinados.
- Datos: Q5371138